# 普賈托海崖
普賈托海崖（英語：Pujato Bluff）是南極洲的海崖，位於伊莉莎白女王地，屬於彭薩科拉山脈中阿根廷山脈的一部分，處於施奈德山南端，海拔高度660米，美國地質調查局根據測量和該國海軍的空中照片繪入地圖，現時由南極條約體系管理。
82°40′S 42°57′W / 82.667°S 42.950°W